# 芭芭拉·汉尼根
芭芭拉·汉尼根（Barbara Hannigan，1971年5月8日—），加拿大女高音、指挥家。

## 生平
汉尼根出生于加拿大哈利法克斯的一个音乐世家，于1993年和1998年获得多伦多大学的音乐学士和硕士学位，先后在北美以及荷兰海牙皇家音乐学院等地深造。
汉尼根17岁时即登台演唱，被认作演绎利盖蒂·捷尔吉、亨利·杜替耶、阿尔班·贝尔格、贝尔恩德·阿洛伊斯·齐默尔曼等近现代音乐家作品的专家，2013年被《歌剧世界》评为“年度歌唱家”，曾获留声机奖（2013年）、肖克奖（2018年）和朱诺奖（2018、2019年）等奖项。
2010年，汉尼根在沙特雷剧院首次登上指挥台。她先后指挥过哥德堡交响乐团、伦敦小交响乐团、圣切契利亚音乐学院管弦乐团等乐团，时常在音乐会上同时担任指挥和女高音。